# Уэллек, Рене
Рене́ Уэ́ллек (нем. René Wellek, 22 августа 1903, Вена — 11 ноября 1995, Хамден, Коннектикут) — американский литературовед-компаративист. Доктор, профессор. Член Американского философского общества (1969). Член-корреспондент Британской академии (1973). 

## Биография
Родился и вырос в Вене; в семье говорили на чешском и немецком языках. Закончил Карлов университет в Праге, где изучал англистику и германистику. Среди его учителей были Вилем Матезиус, Отокар Фишер, Вацлав Тилле. Был близок к Пражскому лингвистическому кружку. С 1935 года преподавал в Школе славистических и восточноевропейских исследований Университетского колледжа в Лондоне. После Второй мировой войны жил и работал в США (Айовский университет, с 1946 года — Йельский университет). Один из пионеров сравнительного метода в американском литературоведении, был близок к новой критике.
В последние годы жизни был прикован к постели, в этом состоянии продиктовал два последние тома своей фундаментальной восьмитомной Истории современного литературоведения и литературной критики (1955—1992).
Труды переведены на многие языки мира. Кавалер ордена Томаша Масарика (1995). C 1986 года в США вручается академическая премия его имени.

## Труды
- Immanuel Kant in England: 1793—1838 (1931)
- The Rise of English Literary History (1941)
- Theory of Literature (1949, в соавторстве с Остином Уорреном[англ.]; нем. пер. 1959, ит. пер. 1965, исп. пер. 1966, фр. пер. 1971 и др.)
- A History of Modern Criticism: 1750—1950 (8 тт., 1955—1992)
- Essays on Czech Literature (1963)
- Confrontations: Studies in the Intellectual and Literary Relations between Germany, England, and the United States during the Nineteenth Century (1965)
- The Literary Theory and Aesthetics of the Prague School (1969)
- Discriminations: Further Concepts of Criticism (1970)
- Four Critics: Croce, Valéry, Lukács, and Ingarden (1981)
- The Attack on Literature and other essays (1982)

## Публикации на русском языке
- Теория литературы. — М.: Прогресс, 1978. — 325 с.